# Mighty Sparrow
Slinger Francisco (Grand Roy, St. John, Granada; 9 de julio de 1935), más conocido como Mighty Sparrow, es un vocalista, compositor y guitarrista de calipso de Trinidad. Conocido como el "Rey mundial del calipso", es uno de los calipsonianos más conocidos y exitosos. Ha ganado la competencia Carnival Road March de Trinidad ocho veces, Calypso King/Monarch ocho veces, y dos veces ha ganado el título Calypso King of Kings.

## Carrera musical
Slinger Francisco nació en el pueblo pesquero de Grand Roy, Granada, Islas de Barlovento Británicas el 9 de julio de 1935. Se mudó a Trinidad cuando tenía un año con su madre y su padre se mudó allí en 1937. Comenzó a cantar como un niño pequeño, pero su gusto por el calipso se desanimó mientras estudiaba en la escuela católica Newtown Boys, donde cantaba en el coro. A la edad de catorce años se unió a una banda de tambores metálicos compuesta por chicos del vecindario y actuó con la banda en el Carnaval.
Recibió su nombre de interpretación "Little Sparrow" durante el comienzo de su carrera, como resultado de sus enérgicas actuaciones en el escenario. Después de un par de años cambió su nombre artístico a "Mighty Sparrow". Al salir de la escuela, comenzó a trabajar para la Junta de Control del gobierno trinitense, pero continuó interpretando calipso, que se convirtió en su trabajo mejor pagado, y su residencia en el Lotus Club lo convirtió en una estrella local.

### Rey del calipso
Su primera actuación como cantante de carnaval llegó en 1954 con "The Parrot and the Monkey". En 1955, Mighty Sparrow realizó sus primeras grabaciones "Missing Baby (Ruby)", "High Cost of Living" y "Race Track" para Vitadisc, que se incluyeron en la compilación Royalties of Calypso Kingdom. En 1955 y 1956, grabó "Give The Youngsters A Chance", "Family Size Coke", "Goaty", "Clara Honey Bunch" y "Yankee's Back Again" para GEMS, "Jean And Dinah" y "The Queen's Canary" para Kay y "Sailor Man" para Veejay Special Ace.
En 1956, Sparrow ganó los concursos Carnival Road March y Calypso King de Trinidad con su canción más famosa, "Jean and Dinah" (también conocida como "Yankees Gone", una canción que celebra la salida de las tropas estadounidenses de Trinidad). Su premio por ganar el título de Calypso King fue de $40 dólares. En protesta por la suma, escribió la canción "Carnival Boycott" e intentó organizar a otros cantantes para boicotear la competencia. Aproximadamente la mitad de los cantantes lo siguieron, incluido Lord Melody. Sparrow se negó a participar oficialmente en la competencia durante los siguientes tres años, pero continuó actuando de manera no oficial, e incluso ganó otro título de Road March en 1958 con "P.A.Y.E." Interpretó nuevamente en el carnaval de 1957 en la Young Brigade Calypso Tent, donde se grabaron las cuatro canciones que interpretó y luego se lanzaron en el álbum Calypso Kings and Pink Gin.
Sparrow pasó a tener éxitos locales en 1956 y 1957 con sencillos como "Jack Palance", "No Doctor No" y "Sailor Man", antes de comenzar un combate musical con Lord Melody, cada uno lanzando sencillos atacando al otro. En 1958, Sparrow lanzó su primer álbum Calypso Carnival 58 en el sello Balisier. Nuevamente boicoteó el carnaval en 1959, eligiendo en su lugar hacer una gira extensa, y a principios de ese año lanzó el álbum Sparrow in Hi Fi antes de firmar un contrato con RCA, para quien grabó once álbumes entre 1960 y 1964.

### Éxito en el extranjero
La música calipso disfrutó de un breve período de popularidad en otras partes del mundo durante la década de 1950. El expatriado de Trinidad, Lord Kitchener, había ayudado a popularizar el género en Inglaterra, y Sparrow también tuvo cierto éxito allí. En los Estados Unidos, el interés por el calipso fue provocado en gran parte por el álbum Calypso de Harry Belafonte de 1956. En enero de 1958, Sparrow, junto con Lord Melody, viajó a la ciudad de Nueva York en busca de acceso a la audiencia musical estadounidense. Sparrow ya había estado grabando con Balisier y Cook Records, y con la ayuda de Belafonte también comenzó a grabar para RCA Victor, pero no logró el éxito que esperaba. En una entrevista de 2001 dijo: "Cuando no me pasó nada, volví a Inglaterra y continué con mi carrera".
En 1960, Sparrow regresó a la competencia Calypso Monarch, ganando su segundo título de Kingship y el tercero de Road March con "Ten to One Is Murder" y "Mae Mae". También comenzó a grabar para su propio sello, National Recording. Ganó el título de Road March en 1961 con "Royal Jail" y su tercero de Calypso King en 1962 con "Model Nation" y "Sparrow Come Back Home". Ganó más títulos en las décadas de 1960 y 1970 y continuó gozando de gran popularidad en Trinidad. Grabó prolíficamente, con cuarenta álbumes lanzados en las décadas de 1960 y 1970. En la segunda mitad de la década de 1960, sus grabaciones comenzaron a publicarse en el Reino Unido. En 1968 grabó el álbum Sparrow Meets the Dragon con Byron Lee en Jamaica. Su versión de "Only a Fool Breaks His Own Heart" (escrita por Norman Bergen y Shelly Coburn) les dio un éxito internacional en 1969, ganando un disco de oro tras su relanzamiento a finales de 1977 y se convirtió llegó al número dos en las listas de Países Bajos.
Tuvo su mayor éxito internacional en la década de 1970, comenzando con el álbum The Best Of, con grabaciones en vivo en Brooklyn, Nueva York de los favoritos de Sparrow. En 1974, con Van Dyke Parks como productor, grabó el álbum Hot and Sweet para Warner Bros. en Miami, y al año siguiente se reunió con Byron Lee para el álbum Sparrow Dragon Again. Tuvo un gran éxito en 1977 con "Crawford", un tributo al atleta Hasely Crawford, y ese año se embarcó en una gira por África Occidental, durante la cual recibió el título honorífico de «Jefe yoruba Omo Wale de Ikoyi». En 1978 grabó el álbum Only a Fool in London para Trojan Records.

### Soca
Cuando la soca comenzó a suplantar al calipso en popularidad en Trinidad y Tobago a fines de la década de 1970 y principios de la de 1980, Sparrow adoptó un híbrido de calipso y soul fusionado con la música chutney local. En 1984 ganó su octavo título de Road March con "Doh Back Back" de influencia soca. También por esta época, comenzó a pasar gran parte del año en la ciudad de Nueva York, tomando residencia en Jamaica, Queens. En 1985, actuó en el espectáculo King of Kings del carnaval junto a The Mighty Swallow, Blue Boy, Scrunter, Blakie, Mighty Duke y Black Stalin, llevándose el título de "King of Kings" y el primer premio de 10.000 dólares. Su último título importante fue el Calypso Monarch en 1992, con "Both of Them" y "Survival". Aunque menos activo desde los años noventa, Sparrow ha continuado interpretando y de gira en el siglo XXI. En 2008, lanzó una canción de apoyo a la campaña presidencial de Barack Obama, "Barack the Magnificent". También lanzó una nueva versión de "Congo Man" con su compatriota Machel Montano en el álbum Flame On de 2008.
En 2010, Sparrow abandonó el escenario en silla de ruedas después de una actuación en Trinidad, y ese mismo año fue hospitalizado tras sufrir una hernia inguinal mientras interpretaba en Maryland. Se recuperó y continuó con sus giras internacionales. También ha sido hospitalizado por complicaciones de la diabetes. En septiembre de 2013 debía recibir un premio a la trayectoria del consulado de Trinidad y Tobago en Nueva York, pero fue ingresado en un hospital de Nueva York donde cayó en coma durante dos semanas antes de recuperar el conocimiento.
Regresó a la actuación pública en enero de 2014 con un set de cuarenta minutos en un bar de Brooklyn, Nueva York. En 2020 lanzó Live at 85!, una grabación de un programa en Joe's Pub en la ciudad de Nueva York en diciembre de 2019.

## Discografía
Álbumes de estudio
- Calypso Carnival 58 (1958), Balisier
- This Is Sparrow (1958), Balisier
- Sparrow in Hi Fi (1959), Balisier
- Sparrow (1960), RCA
- The Mighty Sparrow (1960), RCA
- Sparrow's Greatest Hits (1960), RCA
- More Sparrow's Greatest Hits (1960), RCA
- Sparrow Calypso King (1960), RCA
- Sparrow the Conqueror (1961), RCA
- The Calypso King of Trinidad (1961), RCA
- Sparrow Come Back (1962), RCA
- Calypso Sparrow (1963), RCA
- The Slave (1963), RCA
- Sparrow Sings Songs for Lovers (1964), RCA
- The Outcast (1964), National
- Christmas with Sparrow (1964), National
- Congo Man (1965), National
- "Dan Is The Man" (1965), Wirl Records, Jamaica 7"
- "Harry And Mama" (1965), Wirl Records, Jamaica 7"
- Sparrow's Calypso (1965), National
- Tattooed Lady (1966), National
- The Calypso Genius (1966), National
- Spicy Sparrow (1967), Recording Artists
- Sparrow Calypso Carnival (1968), Recording Artists
- Sparrow Meets the Dragon (1968), Spalee – también lanzado como Only a Fool – Mighty Sparrow y Byron Lee
- "Jughead" (1969) Tiger, Jamaica 7" (DYNA 868)
- More Sparrow More (1969), Recording Artists
- Bang Bang Lulu in New York (1969), Recording Artists
- Calypso Time (1970), Recording Artists
- Calypso a la King (1971), Hilary
- Sparrow Power (1971), Recording Artists
- Moods of Sparrow (1972), Bestway
- Hotter Than Ever (1972), Recording Artists
- Sparrow Spectacular (1973), WIRL
- Knock Dem Down (1973), Recording Artists
- Hot and Sweet (1974), Warner Bros. – Producido por Van Dyke Parks y Andy Wickham
- Calypso Maestro (1974), Recording Artists
- Sparrow Dragon Again (1975), Spalee – Mighty Sparrow y Byron Lee
- "How You Jamming So" (1976), Tysott, Jamaica 7" (SP 1002 DSR 4048-A-DT)
- Sparrow vs the Rest (1976), Tysott
- "Witch Doctor" (1976) Tysott, Jamaica 7" (SP 1002 DSR 4048-B-DT)
- Boogie Beat 77 (1977), Semp
- Sparrow NYC Blackout (1977), Charlies
- Only a Fool (1978), Trojan
- Pussycat Party (1978), SH
- London Bridge (1979), JAF
- Latin Black (1980), Sparrow
- Sparrow Sanford (1981), Charlies
- Sweeter Than Ever (1982), Charlies
- The Greatest (1983), Charlies
- Vanessa (1984), B's
- King of the World (1984), B's
- A Touch of Class (1986), B's
- One Love One Heart (1987)
- Dr Bird (1988)
- Hot Like Fire (1992), Ice
- Dancing Shoes (1994), Ice
- The Supreme Serenader (1998), AR
- Barack De Magnificent (2008), BLS/VP
- Fyaah and Fury (2018), BLS/VP

Álbumes en vivo
- Sparrow at the Sheraton Kingston (1963), National
- Sparrow at the Hilton (1967), Recording Artists
- Live Volume Two (1971), Hilary
- The Best of (1971), Strakers – grabado en vivo en Brooklyn
- Live at 85! (2020)

Compilaciones
- Mighty Sparrow Volume 1 (1992), Ice
- Mighty Sparrow Volume 2 (1993), Ice
- Mighty Sparrow Volume 3 (1993), Ice
- Mighty Sparrow Volume 4 (1994), Ice
- The Millennium Series (2000–2001), Mika Enterprises – una serie de cuarenta álbumes compilando sus grabaciones

Aparición en compilaciones
- Calypso Kings and Pink Gin (Cook Records, 1957)
- Calypso Exposed (Cook, 1961)
- 16 Carnival Hits (with Lord Kitchener) – 1992
- Calypso Awakening from the Emory Cook Collection (Smithsonian Folkways, 2000)
- First Flight: Early Calypsos from the Emory Cook Collection (Smithsonian Folkways, 2005)
- Calypsoes: (Trinidad, August 1959.)

## Premios y reconocimientos
- 1987 – Doctor Honoris Causa en Letras (D. Litt.) de la Universidad de las Indias Occidentales[8]
- 2015 – Oficial de la Excelentísima Orden del Imperio Británico (OBE)[22]